# Amanda – Projekt für Mädchen und junge Frauen
amanda – Projekt für Mädchen und junge Frauen (Eigenschreibweise amanda – Projekt für Mädchen* und junge Frauen*) ist eine 1978 gegründete soziale Einrichtung der Kinder- und Jugendhilfe in München mit dem Schwerpunkt auf Workshops und Beratung für Mädchen und junge Frauen bis 27 Jahren sowie Fortbildungen für pädagogische Fachkräfte.

## Geschichte
Das Projekt wurde 1978 als erste geschlechtsspezifische Einrichtung für Mädchen und junge Frauen in Bayern gegründet. Als Modellprojekt „Hilfe und Selbsthilfe für arbeitslose Mädchen und junge Frauen“ wurde es bis 1984 vom Bayerischen Arbeits- und Sozialministerium finanziert und 1984 als „Projekt für Mädchen und junge Frauen“ in die Regelförderung des Stadtjugendamtes München übernommen.
Sozialwissenschaftlerinnen aus der Urzelle der Münchner Frauenbewegung (Helga Dilcher, Monika Schmidt, Polina Hilsenbeck, Hanna Permien und Annemarie Blessing) in der Gabelsbergerstraße erarbeiteten und schrieben 1978 das Konzept für das Modellprojekt und begründeten darin die Notwendigkeit der emanzipatorischen, parteilichen Arbeit mit Mädchen und jungen Frauen in Mädchenprojekten.
Arbeitsschwerpunkt des Projektes war anfangs der Übergang von der Schule in Ausbildung und Beruf. Die steigende Jugendarbeitslosigkeit, von der Mädchen und junge Frauen aufgrund der geschlechtsspezifischen Selektion des Arbeitsmarktes quantitativ und qualitativ mehr betroffen waren, war einer der Gründe, das Projekt zu fördern. Im Rahmen des Projektes wurden die Mädchen und jungen Frauen in ihrem Selbstbewusstsein gestärkt und ermutigt, ihre eigenen Wünsche und Vorstellungen zu Ausbildung und Beruf ernst zu nehmen. Dazu gehörte auch, das gesellschaftlich übliche enge Berufsspektrum für junge Frauen kritisch zu hinterfragen und sich offensiv in sogenannte Männerberufe einzumischen und eine eigene Berufskarriere zu planen und umzusetzen. Daneben gab es vielfältige Angebote, die kreativ-gestalterischen Fähigkeiten zu entwickeln, in Selbsterfahrungsgruppen die eigenen Stärken zu erkennen, die gesellschaftlich festgeschriebenen Rollenmuster in Frage zu stellen und eigene Lebensentwürfe zu gestalten. So gab es in den Anfängen vermehrt offene Angebote wie das Mädchencafé, Selbsthilfegruppen und Unterstützungsangebote beim Übergang Schule–Beruf und verlagerte sich dann immer mehr auf Seminare an Schulen und Einrichtungen der Kinder- und Jugendhilfe.
Die thematischen Schwerpunkte sind Sexualpädagogik, Lebensplanung, Gesundheitsprävention, Gewaltprävention, Beratung für junge Schwangere und junge Mütter, Beratung für Mädchen und junge Frauen zu allen Lebenslagen sowie die fachpolitische Einflussnahme im Prozess der Gleichstellung von Mädchen und jungen Frauen. Als eine der ersten Einrichtungen der Mädchen- und Frauenarbeit in München setzte amanda ihre Mitarbeiterinnen in der Arbeit mit unbegleiteten und begleiteten minderjährigen geflüchteten Mädchen und jungen Frauen ein.

## Leitbild, Zweck und Ziele
amanda steht für feministische, parteiliche Mädchenarbeit in München und setzt sich für eine Gesellschaft ein, die frei von Herrschaftsstrukturen ist, die mit Gewalt, Ausgrenzungen, Abwertungen und Hierarchien verbunden sind. Unter Berücksichtigung intersektionaler Verschränkungen und Diskriminierungserfahrungen nimmt amanda Mädchen und junge Frauen wertschätzend in ihrer Vielfalt an und unterstützt sie bei der Ausbildung einer selbstbestimmten Persönlichkeit – unabhängig von ihren religiösen oder kulturellen Werten, ihren körperlichen und kognitiven Fähigkeiten, ihrer geschlechtlichen oder sexuellen Identität, ihrer sozialen Herkunft oder ethnischen Zugehörigkeit.
Ein wesentliches Ziel der Arbeit von amanda ist es, den Mädchen und jungen Frauen zu ermöglichen, außerhalb männlicher Konkurrenz ihre Stärken und Fähigkeiten zu entdecken und eine selbstbestimmte Identität zu entwickeln. Dazu bieten ihnen verschiedene Angebote Freiräume, in denen sie sich selbst zum Thema und zum Subjekt der Geschichte machen können, um sich selbstbewusst und streitbar in die Gestaltung ihrer vielfältigen Lebensbereiche einzubringen.

### Zielgruppe
Zur Zielgruppe von amanda gehören im Sinne des SGB VIII Mädchen und junge Frauen bis 27 Jahren aller Schularten und pädagogischen Einrichtungen im Stadtgebiet von München sowie deren Eltern und sonstige Bezugspersonen, Lehrkräfte und Fachkräfte, die mit Mädchen arbeiten. amanda arbeitet auch mit Jungen und jungen Männern, sofern dies in gemeinsamen Projekten mit Jungenarbeitern konzeptuell entsprechend vorgesehen ist oder sie zu den Bezugspersonen zählen.

## Organisationsstruktur
Heute arbeiten sechs Frauen im Projekt: fünf Sozialpädagoginnen und eine Verwaltungskraft. Seit seiner Gründung arbeitet das Projekt basisdemokratisch und selbstverwaltet. Trägerverein ist der 1977 gegründete „Verein für psychosoziale Initiativen e. V.“ (VfpI).

## Schwerpunkte/Tätigkeiten
Arbeitsschwerpunkte sind geschlechtsspezifisch differenzierte Seminare für Mädchen und junge Frauen in allen Schultypen sowie in Einrichtungen der Kinder- und Jugendhilfe zu den Themen Sexualpädagogik, Gewaltprävention, Gesundheitsprävention, Medienpädagogik und Berufsorientierung. 
amanda bietet zu allen psychosozialen Themen Beratung für Mädchen und junge Frauen bis 27 Jahren an, z. B. bei Stress in der Schule oder zu Hause, bei Fragen zu Berufswahl und Ausbildung, bei Beziehungsproblemen, beim Coming-out oder zum Thema Schwangerschaft.
Zu allen in den Seminaren angebotenen Themen führt amanda Fortbildungen und Workshops für pädagogische Fachkräfte durch.

## Vernetzung
Um die geschlechtsdifferenzierte, emanzipatorische Arbeit als Querschnittsaufgabe in allen gesellschaftlichen Bereichen der Arbeit mit Mädchen und Jungen bzw. jungen Frauen und jungen Männern zu verankern, engagieren sich die Mitarbeiterinnen von amanda in vielen themenspezifischen Arbeitskreisen und Gremien und arbeiten immer wieder bei innovativen Themen und Kampagnen mit, wie z. B. der „Münchner Kampagne gegen Männergewalt an Frauen, Mädchen und Jungen“ (1997–98), dem Ausstellungsprojekt „Mädchenparadies“, dem Mädchenkongress „Uns geht’s ums Ganze“ (2011), der Kampagne „Uns geht’s ums Ganze – Mädchen und Frauen für Selbstbestimmung“ (2011–14), dem daraus resultierenden Stadtratshearing (2013), der Kampagne für Schutzräume für konsumierende Mädchen und junge Frauen oder der Kampagne „Love me Gender“ (2017–).
Mitarbeiterinnen von amanda waren 1989 an der Gründung des Münchner Fachforums für Mädchen*arbeit federführend beteiligt. Der Entwurf der Leitlinien für die geschlechtsspezifische Arbeit mit Mädchen für das Stadtjugendamt wurde von einer Mitarbeiterin von amanda erarbeitet.
Auch bei der Gründung der Landesarbeitsgemeinschaft Mädchenpolitik Bayern e. V. war eine amanda-Kollegin engagiert, und seither ist amanda auch Mitglied und über eine Kollegin im Vorstand vertreten.
Im Rahmen der Feierlichkeiten zum 20-jährigen Bestehen des Münchner Fachforums für Mädchen*arbeit im Jahr 2009 konzipierte amanda das Schulprojekt „Mädchen- und Jungenparadies in München“. Die Ergebnisse des geschlechtsdifferenzierten Schulseminars wurden in einer Wanderausstellung zusammengefasst und konnten unter anderem im Stadtjugendamt sowie auf der Genderkonferenz im Institut für Jugendarbeit Gauting des Bayerischen Jugendrings gezeigt werden.
Zum 850. Geburtstag der Landeshauptstadt München startete amanda ein Forschungsprojekt für Mädchen und Jungen, das die Geschichte von Mädchen und jungen Frauen sowie von Jungen und jungen Männern in München aufzeigte. Das Ausstellungsprojekt „850 Jahre Mädchen- und Jungenleben in München“ wurde in Schulen, auf Veranstaltungen und im Stadtjugendamt gezeigt.
amanda unterstützt bzw. unterstützte verschiedene Kampagnen und Veranstaltungen, wie z. B. One Billion Rising München, den Slutwalk München oder den Dyke March München.
amanda organisiert gemeinsam mit anderen Münchner Einrichtungen die jährliche zentrale Veranstaltung zum Internationalen Mädchentag in München.

## Auszeichnungen
2018 erhielt amanda – Projekt für Mädchen* und junge Frauen* den Anita-Augspurg-Preis der Stadt München für seinen besonderen Beitrag zur Gleichstellung von Mädchen und Frauen.